# (143685) 2003 SS317
(143685) 2003 SS317, também escrito como (143685) 2003 SS317, é um objeto transnetuniano (TNO) localizado no cinturão de Kuiper, uma região do Sistema Solar, ele está em uma ressonância orbital de 3:4 com o planeta Netuno. O mesmo possui uma magnitude absoluta (H) de 8 e, tem um diâmetro com cerca de 111 km, por isso existem poucas chances que possa ser classificado como um planeta anão, devido ao seu tamanho relativamente pequeno.

## Descoberta
(143685) 2003 SS317 foi descoberto no dia 25 de setembro de 2003 através do Observatório de Mauna Kea.

## Órbita
A órbita de (143685) 2003 SS317 tem uma excentricidade de 0.236, possui um semieixo maior de 36,744 UA e um período orbital de cerca de 223 anos. O seu periélio leva o mesmo a uma distância de 27,869 UA em relação ao Sol e seu afélio a 45,618 UA.